# 人造人間 (ドラゴンボール)
人造人間（じんぞうにんげん）は、鳥山明の漫画『ドラゴンボール』、およびそれを原作としたテレビアニメシリーズに登場する架空のキャラクターたちである。

## 概説
レッドリボン軍に所属する科学者、ドクター・ゲロが創造した人造人間である。
本来の目的は、レッドリボン軍の世界征服のため、最強の兵隊を作ることだった。孫悟空によってレッドリボン軍が壊滅させられた後は、悟空に復讐し倒すことに目的を変更し、非常に高い戦闘力と特殊能力を持つ様々なタイプの人造人間を作った。戦士たちが行う、気を探る索敵方法では発見不可能な者が多く、気を探ることができなかった19号と20号について孫悟飯は「人造人間だからだ。気なんかないんだ」と発言している。戦闘においては痛みも恐怖も感じないように造られているが、あまりにも戦闘力が上の相手にはその限りではない。13号から20号までの人造人間の共通点として、両耳に同形状のイヤリングを付けている。
通常の機械兵器では敵に渡って利用される恐れがあり、ドクター・ゲロは自分で考える能力を持つ人造人間の開発に踏み切った。

## 人造人間
人造人間の種類
ドクター・ゲロが製造した人造人間は大きく4種類に分類される。原作の人造人間は、セルをバイオタイプに含め2種類に分類されることもある。

メカタイプ
全てが人工素材で無から生み出された16号、19号や、体の半分は人間である20号などがこれに相当する。なお、ゲロは自身が人造人間20号になった理由について「永遠の生命が欲しくてな」と発言している。16号、19号、20号の体には反重力装置が埋め込まれており、気の力に関係なく飛行することができる。
無機物で構成されているため生体エキスがなく、セルはこのタイプを吸収することはできない。

バイオタイプ
生身の人間をベースにした17号、18号がこれに相当する。「サイボーグ」とトランクスは悟空に説明していた。17号の設計図を見たブルマは「人間をベースにして、ほとんど有機質だけで改造してある。これなら確かに細胞レベルで融合するのも可能かもしれない」と解説しており、地球最高レベルの科学者であるブルマとブリーフ博士ですら驚愕するほど、その技術力は高いものだった。18号はロボットなのに子供ができたのかという悟空の問いにクリリンも「ロボットじゃない。人間をほんのちょっと改造しただけ」と発言している。有機質以外では小さな機械がわずかに使われており、10メートル以内まで近づき専用のコントローラーを使うことで動きを止めることができる緊急停止用の回路が体内に組み込まれている。当初、17号と18号の体内には爆破装置も取り付けられていたが後にクリリンの神龍への願いで取り除かれた。17号や18号のような人間改造型の場合、基本は人間なので修業をすればさらに強くなれる。また、細胞の劣化が遅く年のとりかたも遅くなり、食事の必要はないが水分補給は必要である。17号と18号もメカタイプと同じく気を持たない（自身の力はエネルギーと呼んでいる）ため、悟空たちは感知することはできない。さらに、体内に搭載された永久エネルギー炉によりエネルギーには限界がなく、どれだけ動いても体力が落ちることがない。戦闘力が同じぐらいの者と戦う時は有利に働くため、17号や18号はベジータやピッコロと戦った時はスタミナ面で優勢に立つ場面が作中で描かれている。アニメ『ドラゴンボール超』第83話「第7宇宙代表チームを結成せよ! 最強の10人は誰だ!?」での悟飯の発言によると「人造人間17号と人造人間18号の2人は元は人間で、細胞レベルで超人に改造してあるだけ」とのこと。

バイオ人造人間
遺伝子と細胞操作でコンピューターが20年以上かけて作り出した人工生命体のセルがこれに相当する。
なお、原作における8号や原作に登場しない1号〜7号、9号〜12号は、19号と同様に全人工製である。劇場版作品に登場した13号〜15号は原作には登場せず、どのタイプに含まれるか不明である。
この他にも原作には登場していない、アニメの『ドラゴンボールGT』に登場した究極の人造人間である超17号も存在する。
8号
声 - 飯塚昭三（元祖、Z、劇場版第17作、改）、宝亀克寿（ゲーム『ドラゴンボール レジェンズ』）
唯一、作品初期のレッドリボン軍編に登場。フランケンシュタインの怪物のような外見をした人造人間。戦いを嫌う優しい性格であり、軍にとっては失敗作である。登場後すぐに悟空と意気投合し、名前が呼びにくいために「ハッチャン」と名付けられた。この名前は本人も気に入っている。体内には爆弾が内蔵されており、ムラサキ曹長は命令に従わないことへの報復としてリモコンで爆破しようとしたが、悟空により阻まれリモコンを破壊された。
高い戦闘能力を持っているが戦いを嫌う性格ゆえ、自分を自爆しようとしたムラサキ曹長にすら手を出さなかった。しかし、ホワイト将軍が騙し撃ちで悟空を気絶させた際には激しい怒りを見せ、ホワイトを遥か遠くまで殴り飛ばした。ジングル村に落ちていたドラゴンボールを以前外出した際に見つけていたが、ホワイトに渡すと村人が皆殺しにされることから隠し持っており、マッスルタワー壊滅後に悟空に渡す。その人柄を村長に認められ、レッドリボン軍壊滅後はジングル村で村長夫妻と共に暮らしている。
魔人ブウ編では、ブウと戦っている者の正体が悟空であることに、ジングル村の人々の中でいち早く気付き、村人たちと共に悟空の元気玉に協力している。
アニメでは、元々は人間でフラッペ博士により改造された人造人間で、アニメ『ドラゴンボール』39話では、「一度死んだお前を人造人間として再びこの世に送り出してやったのは誰だ」というホワイト将軍の問いかけに対し「あなたです。ホワイト将軍」と答えているほか、42話では、ホワイト将軍やムラサキ曹長立ち会いの下、フラッペ博士が手術室で8号を改造している回想シーンが描かれた。『ドラゴンボール大全集』『ドラゴンボール超全集』などでも元々は人間だったと解説されており、加えてフラッペ博士とドクター・ゲロが人造人間開発チームの同僚だった可能性も示唆している。またアニメでは、村の者を皆殺しにすると言われて命令に従っていたことが明かされており、初登場シーンでは首と両手両足に繋がれていた鎖を自力で破壊したり、マッスルタワーの階下を破壊して倒壊させているほか、マッスルタワー崩壊後はフラッペ博士により体内の爆弾を除去されている。アニメのピッコロ大魔王編では、スノが出かけていたキングキャッスルがピッコロに占拠されたので彼女を心配して現場に向かい、合流して共に負傷者の救護に当たった。「魔族の戦士」を気取る不良少年たちに妨害されたが、彼らの武器を叩き落して威圧し、病院に案内させる。後年、原作者の鳥山明は、19号のようなドクター・ゲロにより造られた全人工製と答えており、劇場版『ドラゴンボール 最強への道』とスピンオフ作品『ドラゴンボールSD』も、この設定に準じている。
劇場版『最強への道』ではマッスルタワーの最終兵器として登場。飛行機能を有しており、深緑の服を着用していた。悟空を追い詰めるが本来の戦いを嫌う性格ゆえ殺すことができずホワイトに爆破されそうになるが、悟空により救われる。ホワイト将軍たちを警察に引き渡した後、ブラック参謀に苦戦する悟空を助け半壊状態に陥るが、ドラゴンボールの力により体内の爆弾を取り除いた上で復活した。
『ドラゴンボールZ Sparking! METEOR』の心優しき人造人間編では、悟空抹殺のため未来から襲来した16号と戦うこととなる。
『ドラゴンボール超』では第66話にて、未来トランクスがいるもう一つの歴史では人造人間17号・18号やゴクウブラックによる災厄を生き抜いていたことが判明し、どこか山腹の避難壕前でトランクスに気が集まっていく様子に驚いていた。
『ドラゴンボールZ ドッカンバトル』では2021年のハロウィンキャンペーンにて17号と共に活躍するオリジナルストーリーイベント「一触即発!?ふたりの人造人間」が開催された。オリジナルストーリーではムラサキ曹長の五つ子の弟たちに拉致され、改造されてしまい暴走してジングル村の人々を襲うようになってしまうが、ジングル村の人々にケガをさせてはいなかった。その後セルとの激闘後にドラゴンボールで生き返り、自然保護官として勤めていた17号により正気に戻り、その後17号と協力して五つ子たちを倒した。ジングル村に帰る際、17号からあくまで一時的なショックを与えただけなのでちゃんとカラダを調べてもらった方がいいと言われ、それに承諾した。
『ドラゴンボールZ カカロット』ではランダムで出現するNPCやサブストーリーのキャラクターとして登場。サイヤ人編ではレッドリボン軍のロボットが暴れていたために退治に来ていた際に悟空と再会。戦いが嫌いな8号に代わってロボットを退治した悟空に、村で取れた野菜を礼として手渡した。人造人間編では体に不調を起こし、悟空の紹介でブリーフ博士の修理を受けるも、人間ベースの17号たちの設計図は応用できず、同じ機械の16号とも年式が違うために修理は難航する。しかし悟空がドクター・ゲロの研究所から古い開発資料を見つけたことで修理に成功する。この際にはブリーフは改めてドクター・ゲロを天才と呼ぶほど8号の構造に感嘆していた。また、恐竜を乱獲する密猟者を説得していた際に未来のトランクスとも出会っており、悟空の知り合いと知るとトランクスも自分の友達だと言った。トランクスも「とても不思議な感覚を持つ人」と評しており、また「ハッチャン」としか名乗らなかったこともあって彼が人造人間だとは気付かなかった。

16号
声 - 緑川光
大柄なロボットタイプの人造人間。たくましいボディを持つ巨漢で、モヒカン頭とプロテクターが特徴。セルを除く人造人間の中では最強の力を持ち、本編中、16－18号の3体の中では最後に目覚めた。17号、18号と同様の永久エネルギー炉を搭載しているほか、17号、18号にはないパワーレーダーが内蔵され、相手の強さと位置が判る。寡黙で口数が少ないことから、当初17号と18号からも得体のしれない人物として見られていた。その本質は自然と動物を愛する心優しい性格をしており、無用な戦いを嫌う温厚な一面から、強大なパワーを持ちながらもゲロからは失敗作扱いされていた。しかし唯一プログラムされている「孫悟空の殺害」という指令に対しては忠実であり、ブルマやクリリンたちと和解しても悟空にだけは気を許すことは無かった。
作中では明かされていないが、16号はドクター・ゲロが若くして死亡した自分の息子をモデルとして作成している。息子はレッドリボン軍の上級兵士だったが敵の銃弾に倒れており、我が子への特別な思いからゲロは強力なパワーと爆破装置を与えたが、同時に戦闘で破壊したくないという思いも働き、穏やかな性格にしてしまい人造人間としては失敗作となってしまったとされる。またドクター・ゲロは17号たちが16号を起動させる際には「お前たちの首を絞める」「この世界そのものを滅ぼしたいのか」と警告し、必死で起動を止めようとしていた。また、失敗作としていながら廃棄しなかった理由については、17号と18号の問い掛けに対して「作り直すつもりだったんだ!」と答えている。
ゲーム『ドラゴンボールZ カカロット』のサブストーリー「永遠の友」では、16号のモデルになった人物の名前が「ゲボ」であると判明する。また、同ゲーム内の辞典「Z大全集」でキャラクターの章の人造人間16号のページに16号の性格とは全く異なる悪人だったことや、コードネームは「ゴールド」だったことが記載されている。映画『ドラゴンボール超 スーパーヒーロー』では16号のモデルが「ゲボ」であることと、その容姿が16号そのものであったことが描写されており、また、弟（Dr.ヘドの父）がいたことが判明している。
着脱式の両腕内部には強力なビーム砲「ヘルズフラッシュ」が搭載されているほか、腕自体をロケットパンチとしても発射可能。他にも最終手段として、自爆するための超高性能爆弾が体内に内蔵されていたが、ブリーフ博士が修理した際に「物騒だから」と取り除かれた。アニメ版では第1形態のセルとの戦闘時に、1度だけ目から熱線を発射したことがあった。
セルが現れた際に初めて戦うことを決意し、いくつもの都市の人間の生体エキスを吸収したことでピッコロや17号よりはるかに強くなった第1形態のセルと互角に渡り合うが、17号を吸収し第2形態になったセルには力及ばず、右側頭部を破壊され敗れる。その後、クリリンにカプセルコーポレーションへ自分を連れて行くよう頼み込み、ブルマとブリーフ博士の手で修理され再びセルと戦うためにセルゲームに参加。気を持たない体質を生かしセルの隙を突いて共に自爆しようとしたが、ブリーフ博士たちに修理された際に爆弾を取り除かれていたため失敗し、全身を破壊される。最期は、頭部だけになりながらも悟飯に助言を行い、地球の未来を悟飯に託した直後、セルによって完全に破壊された。これにより悟飯は超サイヤ人2への覚醒を果たした。セルゲームでは胸のレッドリボン軍のマークに代わりカプセルコーポレーションのロゴマークが張られていた。セルに破壊された後もドラゴンボールで蘇った描写は存在しない。
話しかけられても必要以上の言葉は発さず、悟空とセル以外の人物は敵視せず積極的に戦闘に参加することもない。しかし17号、18号と旅を共にするうちに彼らを仲間として見るようになり、セル襲来時には2人を守るためにその戦闘能力を発揮した。18号と共にセルから逃亡している最中も彼女だけは助かるよう促したり、我が身よりも18号が逃げ延びることを第一に考えたりと的確な判断や発言も多く、悟飯に助言した際にセルからも「いいアドバイス」と評されている。
ゲーム『Sparking! METEOR』の心優しき人造人間編では、少年時代の悟空を抹殺しにタイムマシンで悟空がマッスルタワーを攻略した直後の過去世界へ向かう。悟空を守るため立ちはだかる8号と戦うが、本来のパワーを出せずに苦戦する。また、ルートによっては悟空たちと和解する。この作品ではドクター・ゲロは研究の末に、高度な科学力と悟空が持つ人の心が1つになったとき究極の人造人間が生まれる可能性を見出しており、無から作られた人造人間でありながら不安定な人の心を持つ16号がその失敗作の1体だったことが説明されている。ドクター・ゲロと戦わせると、「お前に従うようにはプログラムされていない」と発言し、創造主を倒すことに全くためらいを見せない。彼と同じく悟空抹殺を目的とする13号と戦わせると、「孫悟空を殺すのはオレの任務だ」とライバル視する。なお『Sparking!シリーズ』や『レイジングブラストシリーズ』では原作にて不発に終わった自爆も使用でき、自分の体力を1残して相手にダメージを与えることができる。自然を愛する性格はゲームにも現れており、『ドラゴンボールZ 真武闘伝』やアーケードゲーム『ドラゴンボールZ2 Super Battle』のエンディングでは自然や動物たちと共に生活している。

17号
声 - 中原茂
人間の少年である「ラピス」を改造した人造人間で、18号の双子の弟。永久エネルギー式。

18号
声 - 伊藤美紀
人間の少女である「ラズリ」を改造した人造人間で、17号の双子の姉。永久エネルギー式。

19号
声 - 堀之紀（Z、改）、稲田徹（GT）
白い肌で鋭い目つきに、太った体型をしている。作中にてゲロの命令に唯一忠実な人造人間。技術者としての能力もあり、ドクター・ゲロを人造人間20号に改造した。メカタイプの全人工製で、安定性を重視し旧型のエネルギー吸収式を採用している。20号に対しては敬語で話す。性格は冷静だが、エネルギーを吸収する際は「ひゃあっ」と奇声を上げたり、不意打ちしたベジータに対し20号に自分と戦わせるように懇願するなど気性の強い一面も見せる。帽子の下は20号と同じく透明なドーム状になっており、内部には電子頭脳が見える。その昔、ドクター・ゲロが戦利品として持ち帰った、敵の基地の司令室に飾ってあった人形がモデルになっている。
当初は超サイヤ人に変身した悟空に一方的に押されるも、心臓病の影響で消耗した悟空を追い詰め、悟空の首を掴みエネルギーを吸収するが、ベジータの妨害により吸い尽くすことには失敗する。悟空のエネルギーを大量に吸収したことで自身のエネルギーを大幅に上げ、超サイヤ人に変身したベジータと交戦するが全く歯が立たず、ベジータの手首を掴んで彼のエネルギーを吸収するも逆に両腕を引きちぎられ、恐れをなして逃走したがベジータの「ビッグ・バン・アタック」で頭部だけを残し破壊された。
なお、未来世界からやってきたトランクスはその存在を知らず、19号の残骸を見て驚愕していた。
『GT』では孫悟天とトランクスに存在を察知され、建物の間に気功波を撃ち込まれあっさり破壊された。

20号
声 - 矢田耕司（Z、GT、改、劇場版第10作）、沢木郁也（ゲーム『フュージョンズ』以降のゲーム作品）
ドクター・ゲロが19号に命じて自らを改造した姿。能力は19号同様にエネルギー吸収式である。

セル
声 - 若本規夫
ドクター・ゲロが開発したコンピュータにより、戦闘の達人たちの様々な細胞を組み合わせてできたバイオテクノロジーによる人造人間。17号と18号を吸収することにより完全体となる。

セルジュニア
声 - 沼田祐介、島田敏（SFCゲーム『ドラゴンボールZ 超武闘伝2』）、中原茂（PSゲーム『ドラゴンボールZ 偉大なるドラゴンボール伝説』）、鈴置洋孝（PS2ゲーム『ドラゴンボールZ』シリーズ、『ドラゴンボールZ Sparking!』シリーズ、データカードダス『ドラゴンボールヒーローズ』）、藤本たかひろ（改、PSPゲーム『ドラゴンボール タッグバーサス』）
完全体となったセルが生み出した、セルの子供にして分身。
体色は水色と黒の斑点で、完全体のセルを子供にしたような容姿をしている。性格は残忍であり、戦闘力もセルゲームに向けて再び精神と時の部屋で修業したベジータやトランクスでやっと互角に戦えるほどに高い。ピッコロは若干押され、地球人の戦士3人（クリリン、ヤムチャ、天津飯）とセルとの試合で消耗していた悟空は圧倒された。まともな言葉を発声することは非常に少なく奇声を発することが多いが、クリリンの攻撃をかわした際や天津飯を蹴った時など喋っている。
作中ではセルが悟飯を怒らせるため、彼を除く戦士たちを痛めつける目的から7体を産み出すが、超サイヤ人2に覚醒した悟飯によってそれぞれが一撃で倒された。アニメ『Z』では、産むときには7体だったが最終的に8体が倒されている。原作での、悟飯がセルジュニアを撃破する際の臓器が飛び出る場面は、アニメでは爆発して死亡する演出に置き換わっている。
アニメではピッコロも何とか互角に近い闘いを繰り広げており、ヤムチャと天津飯も戦闘序盤は協力して闘えば何とか抵抗してみせるなど、戦闘描写が追加されていた。アニメでは、かめはめ波や魔貫光殺砲、気円斬、気功砲などを使用しており、クリリンを人質に取るような卑劣な行為もする。またベジータのファイナルフラッシュを粘土のようにこね回して遊んだ後、蹴り飛ばして跳ね返すなど凄まじい強さを見せた。
セルの能力で産み落とされた生命体で、直接のバイオテクノロジーによるものではないため、厳密には人造人間の定義には当てはまらないが、便宜上ここに分類する。
漫画版『ドラゴンボール超』では、モンスター島に棲息するセルジュニアとそっくりな容姿と同等の戦闘力のモンスター「偽セルジュニア」が登場。ナレーションでは、かつてのセルのように核から再生した本物である可能性も示唆されている。戦闘力を大きく上げた人造人間17号の強さの理由が説明された。

### ドラゴンボールZ
原作やアニメ本編に登場しなかった人造人間のうち、13号から15号は劇場版『ドラゴンボールZ 極限バトル!!三大超サイヤ人』でドクター・ゲロの遺志を継ぐ人造人間として登場。原作ではドクター・ゲロの手により15号まで処分済みであり、「問題はあったようだが、13〜15号は特に完成度が高かったらしい」という解説で触れられている。キャラクターデザインは鳥山だが、このうち14号と15号はアニメスタッフの手により、当初のナンバリングを逆に変更された。詳細は劇場版の項を参照。
13号
声 - 曽我部和恭（劇場版第10作『極限バトル!!三大超サイヤ人』）、遠藤守哉（『ドラゴンボールZ Sparking! NEO』以降のゲーム）
劇場版の3体の中では最後に目覚めた人造人間で、リーダー格。14号、15号と異なり外見は一般の人間に近い。14号と15号が破壊された後は、2体の残骸の中から部品を取り込んでパワーアップを果たし、合体13号となって悟空たちを襲う。

14号
声 - 江川央生
かなりの巨体で肌は白く、辮髪を結っている。13号とは違い人語はほとんど話さず、機械的に「ソン・ゴクウ」と繰り返し音声を発するのみである。また、他の2体に比べ表面的な表情の変化などにも乏しく、ほぼ常に無表情で戦闘を行う。

15号
声 - 小林俊夫
外見はかなり小柄で肌の色は紫、派手な色の服装を着用。また、頭頂部と眼球部はほぼ機械のままであり、大きな帽子とサングラスを身に着けて隠している。14号と同じくほとんど人語を喋らないが、声や表情で笑いを見せることがあった。

### ドラゴンボール超
劇場版『ドラゴンボール超 スーパーヒーロー』、およびその前日談を含めた漫画版「スーパーヒーロー編」にてドクター・ゲロの孫であるDr.ヘドが新たに造り出した人造人間として登場。ガンマたち以前にヘドによって造られた人造人間もおり、霊安所から盗み出した死体に簡単な人造人間加工をして働かせ、資金を得ていた。また、本作ではゲロがレッドの息子マゼンタの資金援助を受けて人造人間を開発していたことが明かされた。漫画版では以下の他、ダンスパーティに潜り込むために女学生の人造人間を作ったことが示唆されている。ガンマ1号、ガンマ2号、セルマックスの詳細は劇場版の項を参照。
ガンマが人造人間のどのタイプに属するかは不明だが、悟飯は1号と交戦中に「ロボットじゃないな、人造人間か」と看破しており、1号もそれを認めていた。
ガンマ1号
声 - 神谷浩史
ヘドが造り出した人造人間の1号機。忠誠心が強く冷静沈着な性格。

ガンマ2号
声 - 宮野真守
ヘドが造り出した人造人間の2号機。ノリが軽く挑戦的な性格。

セルマックス
声 - 若本規夫
ゲロのデータを基にヘドが完成させた新生レッドリボン軍の最終兵器。かつてのセルをはるかにしのぐ強さと巨体を持つ。

アルファシリーズ
ヘドが死体を改造して造った人造人間。1号から12号まで存在し、劇場版に登場した1号 - 3号を除くアルファシリーズはとよたろうによるデザイン。鳥山からは「コミカルな感じでデザインしてほしい」と指定されており、あまり怖すぎず、リアルになりすぎず、可愛らしさを残すようにデザインされた。

1号 - 3号
劇場版および前日談に登場。ヘドが霊安所から盗み出した死体に簡単な人造人間加工を施したもの。コンビニで働き、資金稼ぎをしていた。
4号、5号
前日談に登場。鳥山により、元寿司職人という追加設定がなされた。カプセルコーポレーションのお手伝いロボットのシステムを書き換えて、パック寿司作りをさせていた。
アルファ12号
前日談に登場。アメフト選手の恰好をしており、ある程度の衝撃には耐えられる耐久性を持つ。ノーマル状態のトランクスのパンチではびくともしなかったが、超サイヤ人化したトランクスの一撃には耐えられなかった。悟天とトランクスの活躍によりヘドが逮捕された後は解放され、母親と再会する。

ベータシリーズ
全て、サイヤマンX1（トランクス）とサイヤマンX2（悟天）の活躍を描いた前日談となる漫画作品に登場している。
ベータ1号
前日談に登場。Dr.ヘドが死体を改造して造った人造人間の1体。一見すると人間の美男子だが、首の部分から継ぎ接ぎが見える。アルファ12号よりは高い戦闘力を持つ。ディスクを持ち去った犯人を捜すべく「ベーター」を名乗ってブルーハルハイスクールに転入した。常人離れした身体能力を持つトランクスを犯人と睨み、様々な攻撃を仕掛けるも全てかわされ、最終的につい軽トラックを持ち上げてしまった悟天にターゲットを切り替えて正体を現す。その後、サイヤマンX1に変身したトランクスに追い詰められると、ベータ2号に搭乗する。戦いの最中にマイがディスクを持っていることに気付くと、彼女を捕まえて逃げようとしたが、サイヤマンX1の高圧スチームハイプレッシャーを受けて敗北する。
ベータ2号
前日談に登場。バトルジャケット型人造人間。上半身のコクピットに搭乗して操縦するが、実は本体は下半身の方であり、独立した自我を持つ。ベータ1号がマイを捕まえて逃走しようとすると、上半身を切り離して生徒たちにミサイル攻撃を仕掛けてサイヤマンX1を足止めする。しかし加勢に入ったサイヤマンX2（悟天）に妨害され、そのまま倒された。
ベータ7号
前日談に登場。Dr.ヘドが死体を改造して造った人造人間の1体。大男で、急ごしらえなのか服のサイズが合っておらず、ズボンを破っている。戦闘力は低く、悟天にあっさり倒された。

人造恐竜1号
前日談に登場。Dr.ヘドが恐竜をパワーに特化させる形に改造したもの。気弾攻撃が効かず、トランクスと悟天の二人掛かりでも苦戦するほどのパワーを誇るも、知能には開発費を掛けておらず制御が利かない。最後はクリリンが機械部分を気円斬で破壊したことで動きが止まり、悟天とトランクスの合体技・サイクロン式トルネードダブルハリケーンを受けて破壊された。

### ドラゴンボールGT
地獄に落ちたドクター・ゲロがドクター・ミューと協力して新17号を開発。ふたりの17号の力で地球と地獄を繋ぐ穴を開け、かつての敵が地獄から復活。その中に19号がおり、地球でプイプイと共に暴れ回っていたものの、トランクスと悟天の気功波を受けて、頭部だけを残して破壊された。
またゲロいわく、17号は実はセルをも凌ぐ潜在能力を持っていたものの、人間だった頃の感情を完全に捨てることができなかったために失敗作と見なされたとのこと。新17号はこの世にいる17号と合体して超（スーパー）17号となる。
なお、下記の新17号や超17号以外に、上記のドクター・ミューが開発したマシン・ミュータントシリーズも広義での人造人間には含まれるが、そちらについては、ドラゴンボールのアニメオリジナルの登場人物#『ドラゴンボールGT』の登場キャラクターを参照。
新17号
声 - 中原茂
「ヘルファイター17号」、「あの世の17号」とも呼ばれる、地獄でドクター・ゲロの人造人間の技術とドクター・ミューのマシンミュータントの技術によって作られた人造人間。この世にいる17号と同じ容姿で、服装も原作および『Z』の人造人間編での17号と同じだが、17号とは異なり完全ロボット型として制作された。

超17号
声 - 中原茂
17号と新17号が合体した姿。ふたりの17号に比べて髪が長くなり、髪型もオールバックに変化したうえ、体型が長身痩躯となっている。

### 未登場
1号 - 7号、および9号 - 12号
ドクター・ゲロが開発した、原作本編には登場しない人造人間。1号 - 7号は、レッドリボン軍の世界征服のため、最強の兵隊を作ることを目的に、9号 - 12号はレッドリボン軍を壊滅させた悟空を倒すために造られたが、全てに何らかの問題があったらしくドクター・ゲロにより処分された。また、原作およびアニメではこれらに加え、13号 - 15号も処分されたことが明言されている。
全て全人工製だが、ドクター・ゲロが発明において唯一の弱点としていた「性格のコントロール」がうまくいかず、17号や18号のような「元々ワル」の人間を改造する方法に変更された。また、9号 - 12号も「暗すぎる」「単純すぎる」「ただのバカ」など、性格のコントロールに問題があり失敗だった。

9号
このうち9号は本編およびアニメ・劇場版には登場しないが、ほかのメディア作品で登場することがある。
原作より未来の時系列を描いたゲーム『ドラゴンボールオンライン』では、サイボーグ化したレッド総帥として登場。これは歴史が改変されたために誕生したものであり、永久エネルギー式でありながら手にはエネルギー吸収装置も備えている。
オオイシナホの漫画『ドラゴンボールSD』の『Vジャンプ』2013年12月号（コミックス第2巻収録）のおまけ漫画では、『Vジャンプ』『最強ジャンプ』編集長のイヨク青木（伊能昭夫）をモデルとした人造人間9号が登場している。風貌はボクサーの格好をしたメガネを掛けた細目の男であり、少年時代の悟空に一蹴りで倒されている。

### ゲームオリジナル
21号
声 - 桑島法子
『ドラゴンボール ファイターズ』にて初登場。鳥山明がデザイン監修を行ったキャラクター。その後も複数のゲーム作品に登場し、後にアニメ映画へと逆輸入されている。
共通設定
人間時代は、ドクター・ゲロの妻（人間時代の名前はVOMI：ボミ）で、16号のモデルとなったGEVO：ゲボと、その弟（Dr.ヘドの父親）の母親。優れた科学者。
『ドラゴンボール ファイターズ』
ドクター・ゲロ亡き後のレッドリボン軍を再結成し指揮をとる。16号を復元し、ナメック星のドラゴンボールでセルやフリーザなどを復活させる。当初はゲーム中でも、17号・18号そして20号ことドクター・ゲロと同じく人間を改造した人間ベース型の人造人間と思われたが、実際はセル同様コンピュータが様々な戦士の細胞を組み込んで作られたバイオ人造人間。ブウのような能力も持ち、ゲーム中では制作過程で「ブウ（もしくはそれに近い存在）の細胞が混ざったのかもしれない」という旨の推測がされている。
『ドラゴンボールヒーローズ』
アーケード版では「ユニバースミッション2弾」や「ユニバースミッション3弾」に登場。
家庭用ゲーム『ドラゴンボールヒーローズ ワールドミッション』では、サブシナリオに登場。悪の人格を押さえつけて、復元した16号とともに平穏な暮らしをしていたが、別の時間軸の未来から来たトワにより悪の心が解放されてしまう。
『ドラゴンボール ゼノバース2』
期間限定の『ドラゴンボール ファイターズ』により衣装などが入手可能なのみになっていたが、その後実装された。パラレルクエストでは『ドラゴンボール ファイターズ』では描かれなかった別の結末が描かれることとなる。
『ドラゴンボールZ カカロット』
カプセルコーポレーションの研究者として登場。本作では、人造人間やドクター・ゲロとの関わりを匂わせるセリフは登場するものの、人造人間かどうかも含め、その正体や真意は不明のままとなっている。
劇場版『ドラゴンボール超 スーパーヒーロー』 / 漫画版「スーパーヒーロー編」
ドクター・ゲロとDr.ヘドの家系図にて、人間時代のボミの顔と名前が確認できる。

人造人間ミラ
声 - 高橋広樹
本来は、下の8000号などとともに、はるか未来を描いた『ドラゴンボールオンライン』用にデザインされたキャラクターであるが、日本での正式稼働前に海外にて『オンライン』のサービスが終了したため、日本での正式な初登場は『ドラゴンボールゼノバース』シリーズとなり、上記の声優もその際のものとなる。
ターブラの妹のトワと、その協力者のフューによって作られた人造人間とされている。
人造人間8000号、人造人間8000号マーク2、人造人間8000号MX、人造人間19000号
はるか未来を描いた『ドラゴンボールオンライン』に登場する。
人造人間33号、人造人間44号、人造人間55号、人造人間76号
『ドラゴンボールフュージョンズ』に登場する。

## 補足
鳥山は「好きな人造人間は?」という質問に1位はセル第2形態、2位は18号、3位は19、20号と答えている。
一部のゲームではセルを除き、気、必殺技に必要なエネルギーを自分で回復することができない設定になっている。これは人造人間だけでなく、メタルクウラなどの完全な機械タイプのキャラクターも該当している。
上記の人造人間の他に、レッドリボン軍のロボットとしてメタリック軍曹が登場している。マッスルタワー3階の番人で、サングラスをかけた大柄な男であり、乾電池を動力源としている。人間と同じ容姿をしているがロボット扱いとされ、人造人間としては扱われていない。
オオイシナホの漫画『ドラゴンボールSD』では、ドクター・ゲロが人造人間になる前の18号を勧誘しようとする場面や、ドクター・ゲロが17号や18号の制作構想をホワイト将軍に話す場面がある。

### 作劇方針の変容
人造人間編では連載中に試行錯誤が見られた。当初は19号と20号のみを登場させる予定だったが、すでに担当編集を外れていた鳥嶋和彦が鳥山の家に電話をかけてきて「やっと敵が出てきたとおもったらジジイとデブじゃないですか」と文句を言われ、仕方なく17号と18号をデザイン。しかし、鳥嶋が再び家に電話をかけてきて「なんだ今度はガキですか」と再び文句を言われ、当初は登場する予定すらなかったセルが登場することになった。
最初のセルも鳥山自身は結構気に入っていたが、当時の担当者である近藤裕から「かっこ悪いですよ。もちろん変身しますよね」と言われ、仕方なく第2形態に変身させている。その第2形態も鳥山の中では結構気に入っていて、本当はもっと活躍させる予定だったが、ふたたび担当者の近藤に「今度のやつ馬鹿みたいじゃないですか。はやく完全体にしましょう」と酷評された。そのため、馬鹿と言われたら変えるしかないということになり近藤好みの容姿をした完全体が登場することとなった。
この方針変更によって、当初トランクスが危機を知らせに来た際の台詞では19号、20号と呼称されていた人造人間は、トランクスが再登場した際には17号、18号となっている。
アニメ『Z』および『ドラゴンボール改』のトランクスの台詞では19号と20号の名前は挙がらず、「2人組」とだけ呼ばれている。

## テーマソング
WARNING OF DANGER…警告…
歌：石原慎一 / 作詞：岩室先子 / 作曲:清岡千穂 / 編曲：山本健司